# Viktor Klimenko (chanteur)
Cet article concerne le chanteur finlandais. Pour le gymnaste russe, voir Viktor Klimenko.
Pour les articles homonymes, voir Klimenko.
Viktor Savvich Klimenko, né le 24 novembre 1942 à Svetnavalka (en finnois : Pyhäniemi, alors en Union soviétique), est un chanteur et acteur finlandais.
Il est notamment connu pour avoir représenté la Finlande au Concours Eurovision de la chanson 1965 à Naples avec la chanson Aurinko laskee länteen.

## Discographie
Viktor Limenko - EP, Fazer, 1964
Viktor Limenko, Finnlevy, 1971
Stenka Rasin, Oy Emi Finland AB, 1971
Kauneimmat Jouluaulut, Oy Emi Finland AB, 1975
Kristus Lever! Linx Music, 1986
Hymn till Kârleken, Linx Music, 1995
20 Suisikkia : Jokaiselle On Kai Rakkain, Fazer records, 1996
Viinipuu, VL Media Oy, 1999
Oi Jouluyö, VLMedia, 1999
Jag Har Hört Om en Stad - 19 ônskesanger, Linx Music, 2005
Jag Har Hört Om en Stad, Linx Music, 2011
Emigrant - Rienmuvuodet (1965-2012), Oy Emi Finland AB, 2012
Legenda, Polar Art, 2013